# Michal Faško
Michal Faško (sinh ngày 24 tháng 8 năm 1994) là một tiền vệ bóng đá người Slovakia thi đấu cho câu lạc bộ Thụy Sĩ Grasshoppers.

## Sự nghiệp
Faško có màn ra mắt cho FK Dukla Banská Bystrica as 16-year-old, against FC Spartak Trnava vào ngày 14 tháng 5 năm 2011.